# 栂井靖弘
栂井 靖弘（とがい やすひろ、1971年11月27日 - ）は、元ブーメラン・プレーヤー。大阪府出身。ブーメラン・プレーヤーとしての活動ネームは「トギー」。

## 来歴
1971年11月27日生まれ、大阪府大阪市出身。
1991年11月、大阪経済大学の在学中に、ブーメラン回帰理論研究の第一人者・西山豊と出会う。西山のゼミの面接で、西山が投げたブーメランの動きを見た栂井は「カルチャーショック」を受け、ブーメランを始めることになる。
1994年に隔年開催のブーメラン世界大会に初出場する。2017年に競技ブーメランを引退するまで世界大会には10回出場した。
1997年、日本ブーメラン協会の傘下団体となる『関西ブーメランネットワーク』を発足。
2006年の北海道旭川市で行われたブーメラン世界大会で、個人戦オージーラウンド種目で世界1位となる。当時34歳の栂井は仕事を辞め体を作り直して本大会に臨んだ。大会当日は荒天のために周囲が思うような成績が出せずにいる中、栂井は「不思議なくらい、最高の風をとらえて」2度の満点を出し世界1位となった。
2008年3月、栂井が製作した紙ブーメラン『ドリームシャトル』が、スペースシャトル・エンデバーに搭乗した土井隆雄と共に宇宙へ行き、国際宇宙ステーション内の無重力状態でブーメランがどのように飛ぶのか、非公式に実験された。雑誌編集者の紹介で土井と面談した栂井が、無重力空間でのブーメランの軌道についてプレゼンしたところ、土井が快諾し本件が実現した。栂井は無重力空間ではブーメランがらせん状に上昇すると考えていたが、実際の映像では飛行の軌道はほぼ地球上と変わらなかった。
2014年4月にオーストラリアパースで開催されたブーメラン世界大会の団体戦に日本チームで参加、優勝する。栂井は個人戦においてもアキュラシー種目で2位となっている。ブーメラン世界大会の団体戦優勝はアジア初だった。
2017年11月、体調の問題から競技ブーメランを引退。2018年をもってブーメランの普及活動を終了した。日本ブーメラン協会会員、関西地区代表。

## 主な競技実績

### 個人戦
- 1998年「ジャパンカップ」（浦和）総合優勝[16]
- 1998年「ブーメラン世界大会 in セントルイス」個人戦・ファストキャッチ種目 世界5位[1]
- 2000年「ブーメラン世界大会 in メルボルン」個人戦・MTA（滞空時間）種目 世界3位[1]
- 2004年「ジャパンカップ」（熊本）総合優勝[17]
- 2005年「秋季競技会」（群馬）総合優勝[18]
- 2006年「ブーメラン世界大会 in 旭川」個人戦・オージーラウンド種目 世界1位[19]
- 2008年「ブーメラン世界大会 in シアトル」個人戦・MTA種目 世界2位。個人戦・ファストキャッチ種目 世界5位[20]
- 2014年「ブーメラン世界大会 in パース」個人戦・アキュラシー種目 世界2位[21]

### 団体戦
※栂井が日本代表として出場したブーメラン世界大会
- 1994年 日本（神奈川）[1]
- 1996年 ニュージーランド（クライストチャーチ）[1]
- 1998年 アメリカ（セントルイス）[1]
- 2000年 オーストラリア（メルボルン）[1]
- 2002年 ドイツ（キール）[22]
- 2004年 フランス（シャルルヴィルメジエール）[23]
- 2006年 日本（旭川）[19]
- 2008年 アメリカ（シアトル）[20]
- 2010年 イタリア（ローマ）[24]
- 2014年 オーストラリア（パース）団体戦優勝[21]

## 著作

### 書籍
- 『紙ブーメラン』、誠文堂新光社、2001年8月、ISBN 978-4-416-20114-5
- 『よくとぶ! カンタン! 紙ブーメラン&ヒコーキ』共著、ひかりのくに、2004年5月、ISBN 978-4-564-07009-9
- 『投げろ!紙ブーメラン』、誠文堂新光社、2004年11月、ISBN 978-4-416-30307-8
- 『絶対戻ってくる!紙でつくる!スーパーブーメラン』、カンゼン、2006年7月、ISBN 978-4-901-78281-4

### DVD
- 『ブーメランの楽しみ方〜小学校の親子レクリエーション〜』監修、メディアジャパン、2014年3月[25]

### その他
- 『ガチャピン・ムックのコラボブーメランキット』監修、2011年5月[26]